# Sulimierz (przystanek kolejowy)
Sulimierz – nieistniejący przystanek osobowy w Sulimierzu w Polsce, w województwie zachodniopomorskim, w powiecie myśliborskim, w gminie Myślibórz.